# Берија (Охајо)
Берија (енгл. Berea) град је у америчкој савезној држави Охајо.

## Демографија
По попису из 2010. године број становника је 19.093, што је 123 (0,6%) становника више него 2000. године.
| Група             | 2000.          | 2010.          |
| Белци             | 17.175 (90,5%) | 16.619 (87,0%) |
| Афроамериканци    | 974 (5,1%)     | 1.260 (6,6%)   |
| Азијати           | 170 (0,9%)     | 288 (1,5%)     |
| Хиспаноамериканци | 301 (1,6%)     | 534 (2,8%)     |
| Укупно            | 18.970         | 19.093         |